# AirAsia Japan
AirAsia Japan Co., Ltd (エア アジア · ジャパン 株式会社 Eāajia Giappone Kabushiki-Gaisha), semplicemente nota con il nome commerciale di AirAsia Japan, fu una compagnia aerea a basso costo con sede a Tokyo, in Giappone. La compagnia aerea fu joint venture tra la malese AirAsia e la giapponese All Nippon Airways. Fu la quinta filiale di AirAsia e la nona di ANA. La sua sede fu nello Shiodome City Center nel quartiere Minato di Tokyo. La compagnia ha operato fino all'ottobre 2013 quando mutò la sua ragione sociale in Vanilla Air.

## Storia
La low-cost malese AirAsia e la compagnia aerea giapponese All Nippon Airways hanno annunciato la creazione di una loro joint venture in una conferenza stampa a Tokyo il 21 luglio 2011. La fondazione della compagnia avvenne nel mese di agosto 2011. La compagnia aerea ha volato per la prima volta il 1º agosto 2012 con volo partito da Tokyo-Narita e atterrato a Fukuoka.
La compagnia aerea ha sede accanto alla sede di ANA a Tokyo, con la sua principale base operativa presso l'Aeroporto di Tokyo-Narita e serviva inizialmente destinazioni nazionali con l'utilizzo del marchio AirAsia. Le destinazioni internazionali in programma comprendono le Filippine, la Corea del Sud e Taiwan. L'amministratore delegato di AirAsia Tony Fernandes ha anche indicato che l'hub della joint venture tra AirAsia e ANA a Narita può servire come punto di collegamento tra Sud-Est asiatico e gli Stati Uniti all'interno della rete del gruppo AirAsia.
AirAsia Giappone è la prima compagnia aerea low cost ad essere basata all'Aeroporto di Tokyo-Narita. La sua creazione è stata annunciata solo pochi mesi dopo che ANA annunciasse la fondazione di Peach Aviation, una compagnia aerea low-cost con sede all'Aeroporto Internazionale del Kansai di Osaka, e in contemporanea all'intenzione di Japan Airlines di fondare anch'essa una filiale low-cost. ANA scelse di collaborare con AirAsia, una compagnia aerea low-cost già esistente e affermata nel sud-est asiatico per strategie di marketing.
A giugno 2013, AirAsia ha deciso di abbandonare il progetto di AirAsia Japan, rendendo l'azienda interamente controllata da ANA. Il Nihon Keizai Shimbun ha riferito che AirAsia Japan aveva il load factor più basso tra le tre nuove compagnie low-cost in Giappone e ha citato diverse ragioni per il fallimento della joint venture, tra cui il sito internet per le prenotazioni on-line che non è stato completamente tradotto in giapponese e quindi difficoltoso da utilizzare per la popolazione nipponica, la scarsa conoscenza e propaganda del marchio alle agenzie di viaggio (le cui vendite continuano ad essere un grande ricavo per le compagnie aeree giapponesi), la scomodità dell'hub a Narita e le severe restrizioni dell'aeroporto sui voli di primo mattino e durante notte.
AirAsia Japan continuerà ad operare sotto il suo marchio attuale fino alla fine di ottobre 2013; AirAsia sembra intenzionata a cercarsi un nuovo alleato per infiltrarsi nel mercato giapponese. ANA, intanto, valuta sul da farsi della compagnia, ma sembra che stia prendendo in considerazione l'integrazione di Asia Japan con Peach Aviation, filiale low-cost di All Nippon Airways che ha avuto maggior successo nel mercato giapponese.

## Flotta
AirAsia Japan prese in consegna il suo primo Airbus A320-200 a Tolosa il 9 giugno 2013.